# Kristian Fæste
Kristian Fæste (født 24. marts 1990) er en tidligere dansk fodboldmålmand.

## Klubkarriere
I 2009 blev Kristian Fæste indlemmet i Vejle Boldklubs seniortrup efter to år som anfører for klubbens succesfulde U/19 Liga hold .
Allerede som 19-årig blev Fæste udpeget som 1. målmand i Vejle Boldklub. Blandt han kompetencer er hans evne til at spille med i feltet og dominere luftrummet. Desuden er han en naturlig leder, der kommunikerer godt og meget med sine medspillere.
Kristian Fæste har spillet 11 kampe på forskellige danske U-landshold .